# 根足薹草
根足薹草（学名：Carex rhizopoda）为莎草科薹草属的植物。分布在日本以及中国大陆的安徽等地，见于路边湿地，目前尚未由人工引种栽培。